# Ангел Півночі
Ангел Півночі (англ. Angel of the North) — це сучасна сталева скульптура, створена Ентоні Гормлі, яка була зведена в Гейтсхеді, Англія.
Як випливає з назви, вона являє собою сталеву скульптуру ангела, висотою 20 метрів, з розмахом крил 54 метри і вагою 208 тонн, що більше ніж Статуя Свободи. Вважається найбільшою статуєю ангела у світі. Крила скульптури нахилені під кутом 3,5 градуса вперед, Ентоні Гормлі заявив, що він хотів створити «відчуття обіймів». Ангел стоїть на пагорбі над дорогою A1 і дорогою A167 в Тайнесайді.

## Спорудження
Робота з підготовки проекту почалася в 1994 році, загальна вартість наблизилася до 1 мільйону фунтів стерлінгів. Більшу частину фінансування проекту взяла на себе Національна Лотерея.
Завдяки своєму розташуванню, скульптура повинна витримувати вітер понад 160 км/год. Таким чином було використано 165 тонн бетону, щоб створити фундамент, який закріпить 20-метрову скульптуру в скелі.
Будівництво Ангела було завершено до 16 лютого 1998 року. Ангел Півночі викликав суперечки серед місцевих жителів і в британських газетах, коли його було встановлено, але зараз розглядається як пам'ятка Північно-Східної Англії.
Іноді його з любов'ю називають «Гейтсхедский ексгібіціоніст» (англ. The Gateshead Flasher).

## Фотогалерея

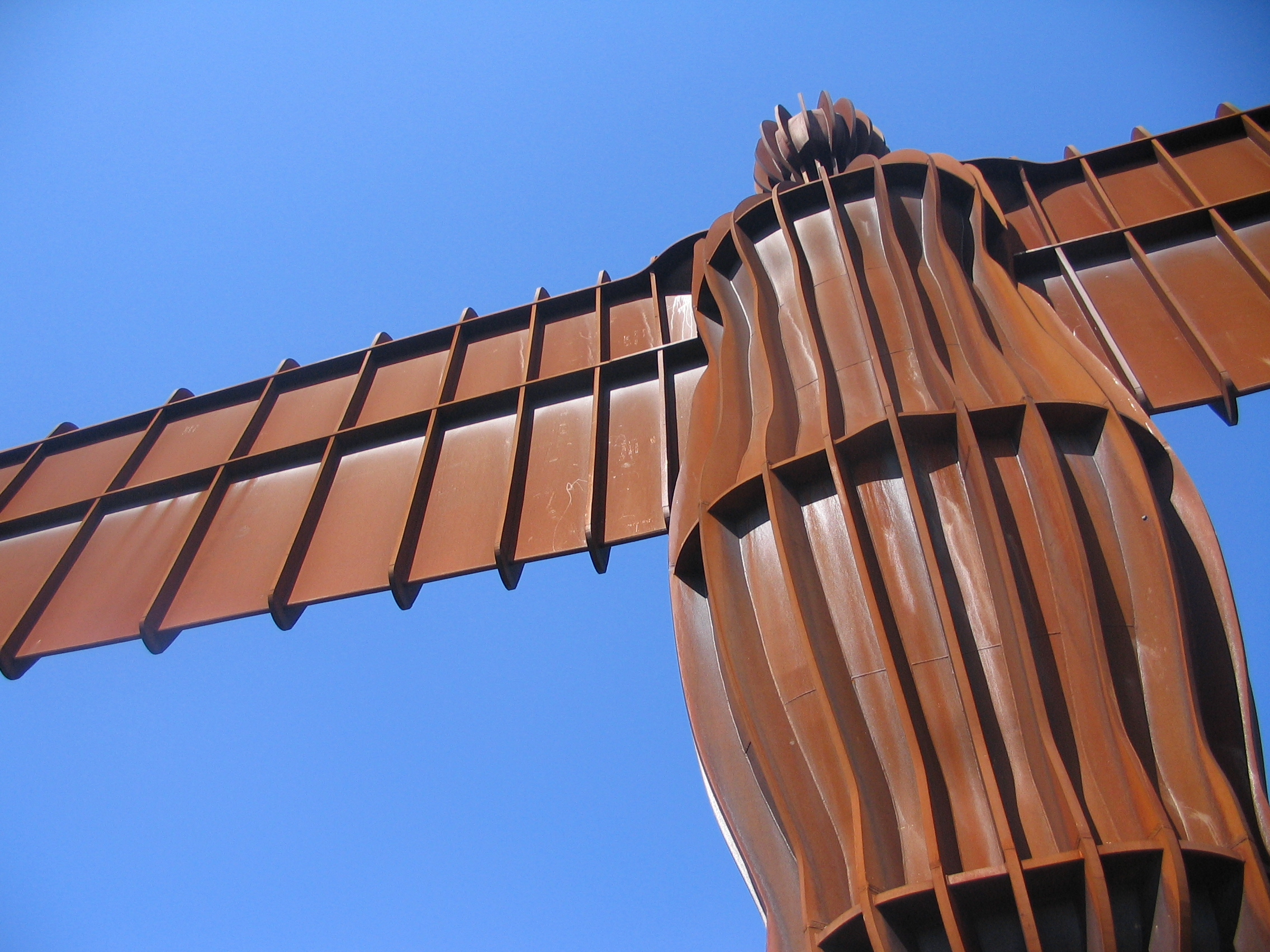
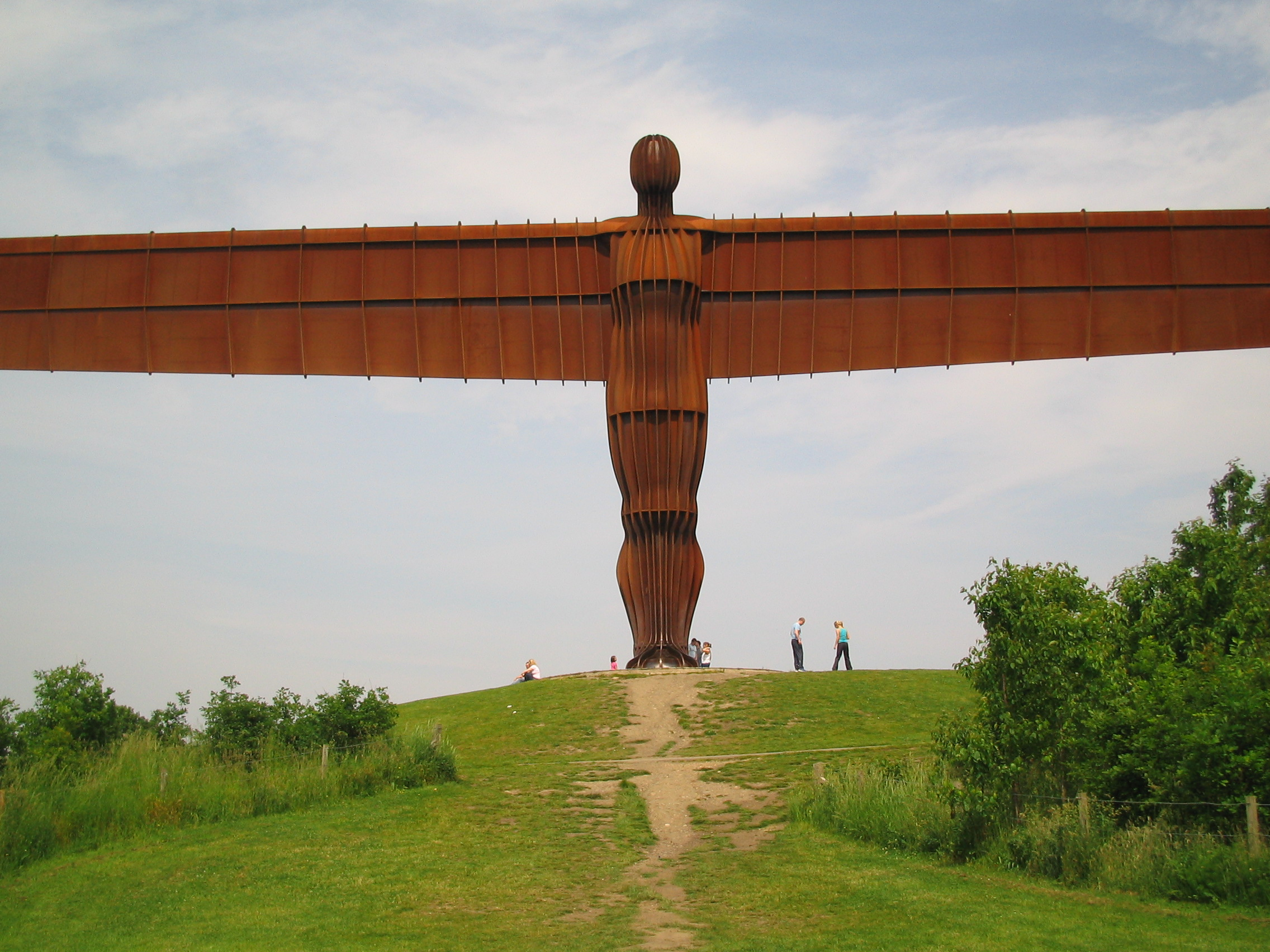
Вигляд спереду
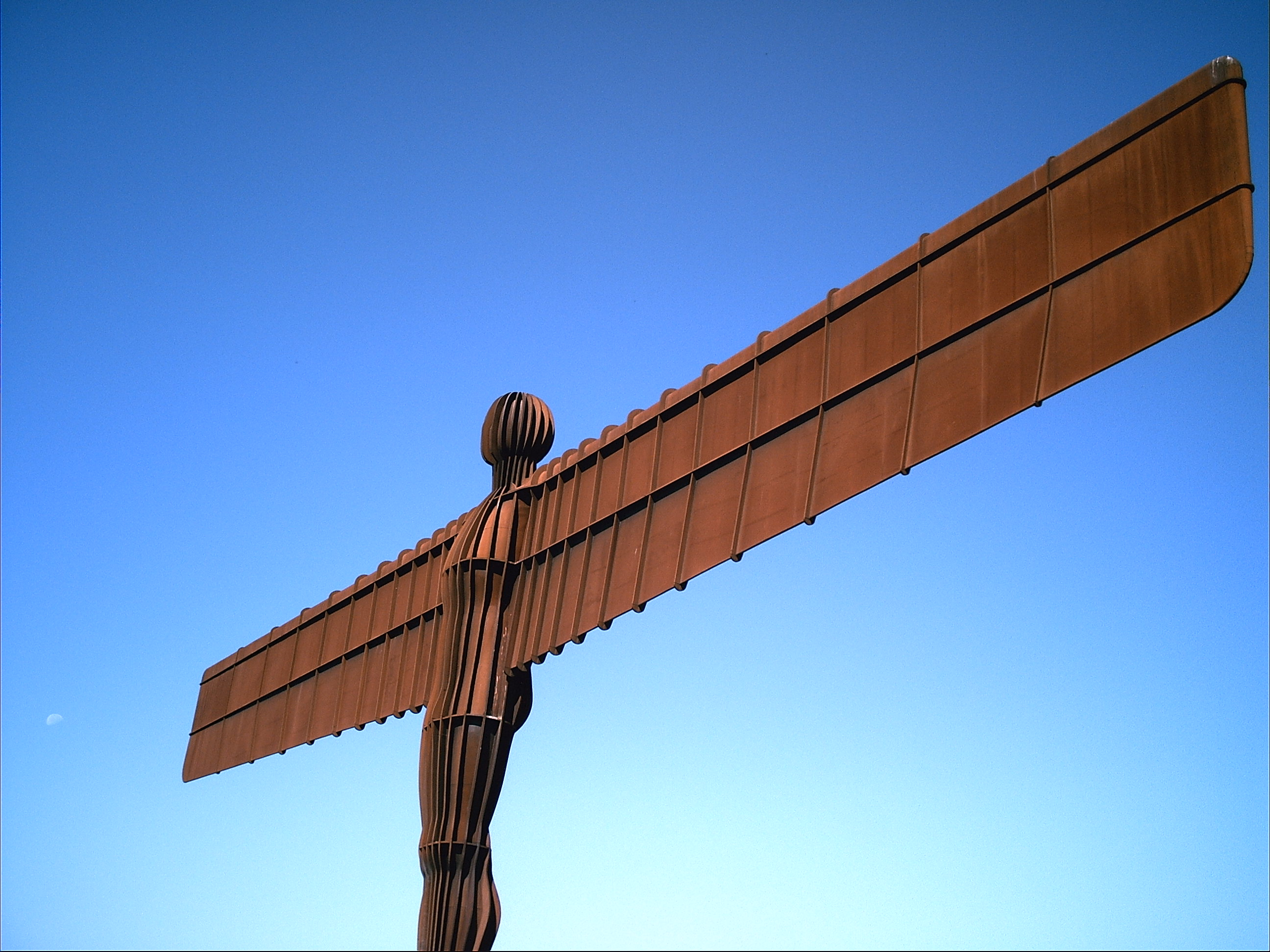
Деталь тіла Ангела Півночі
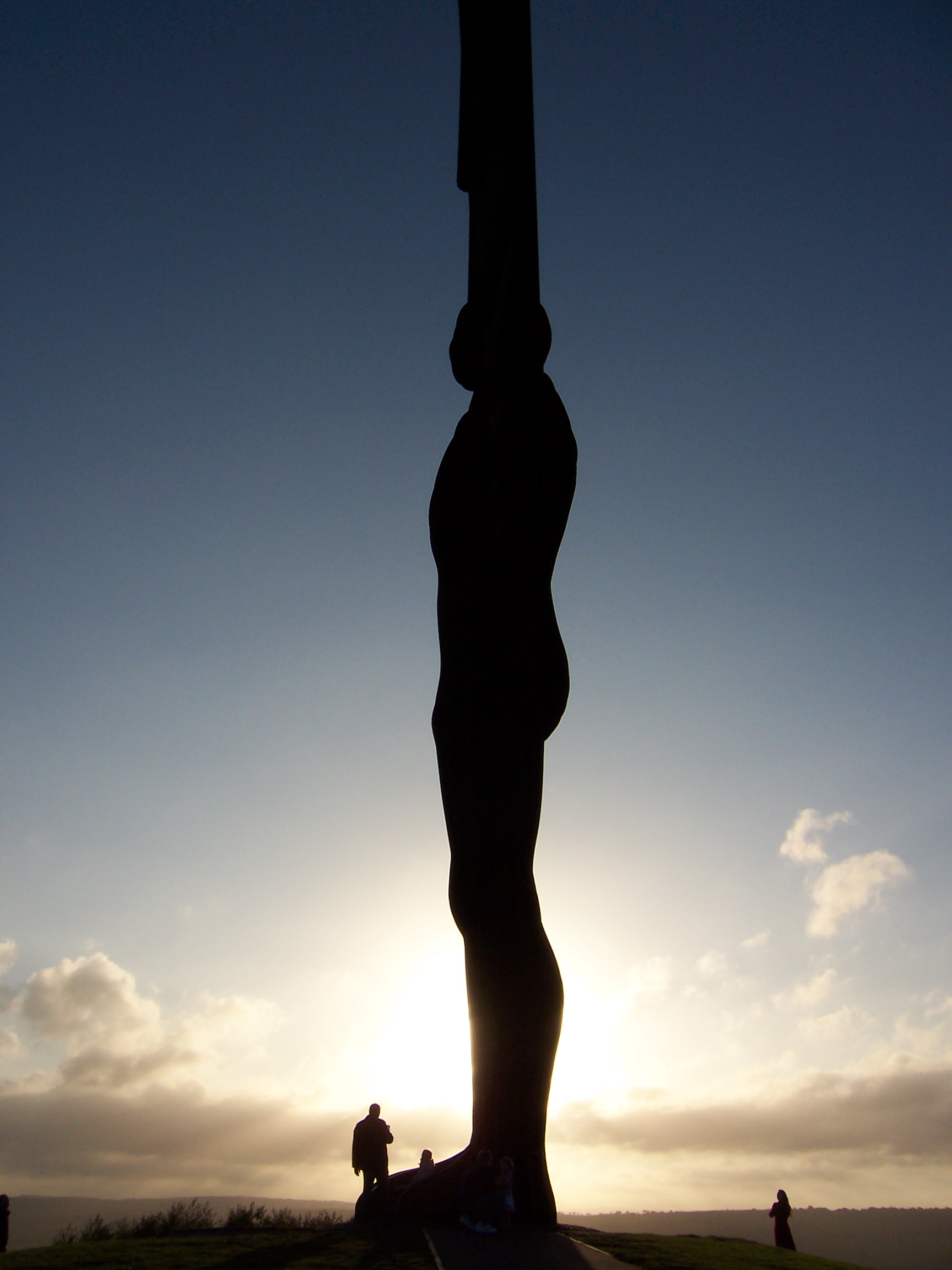
Силует
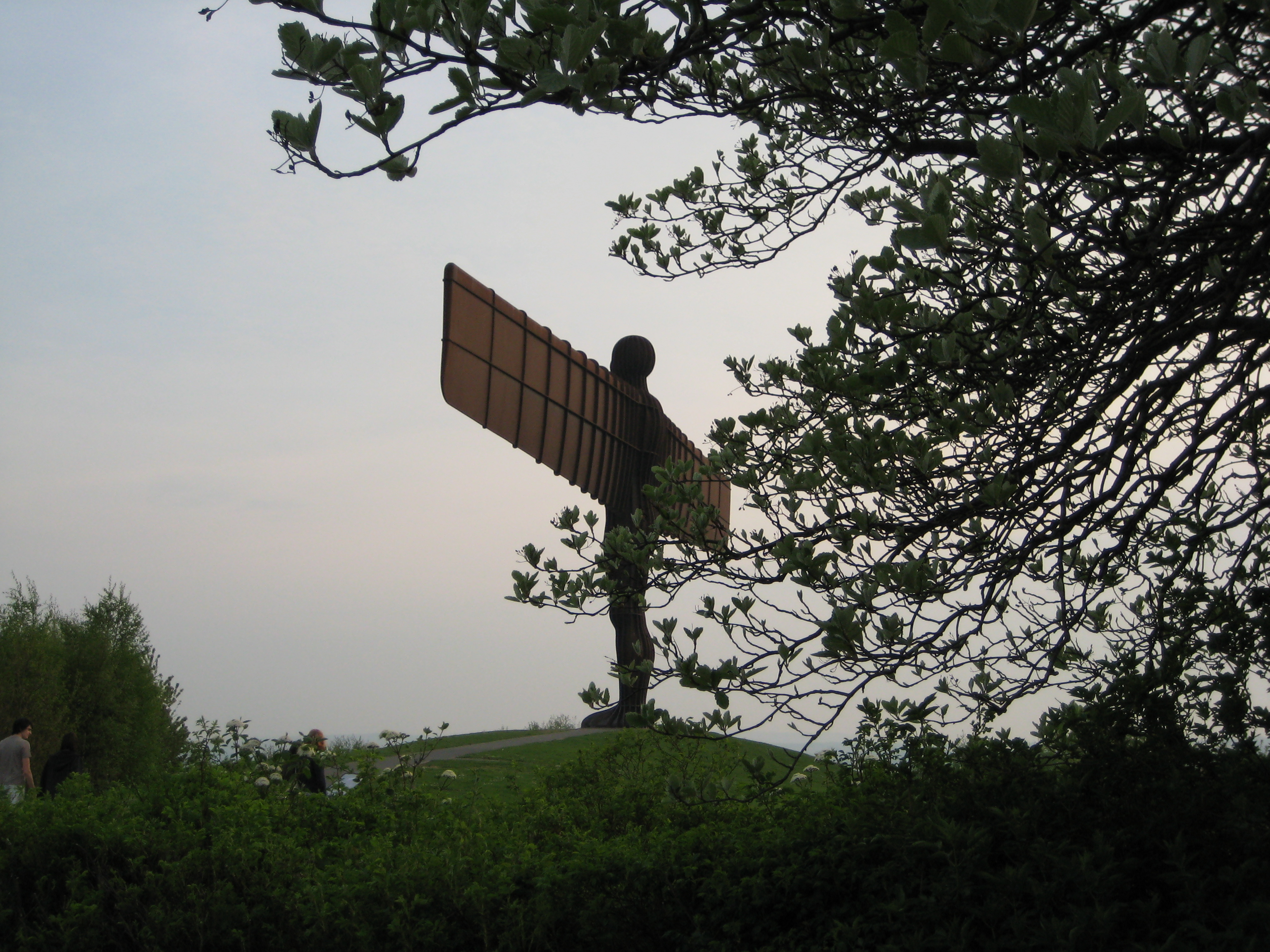
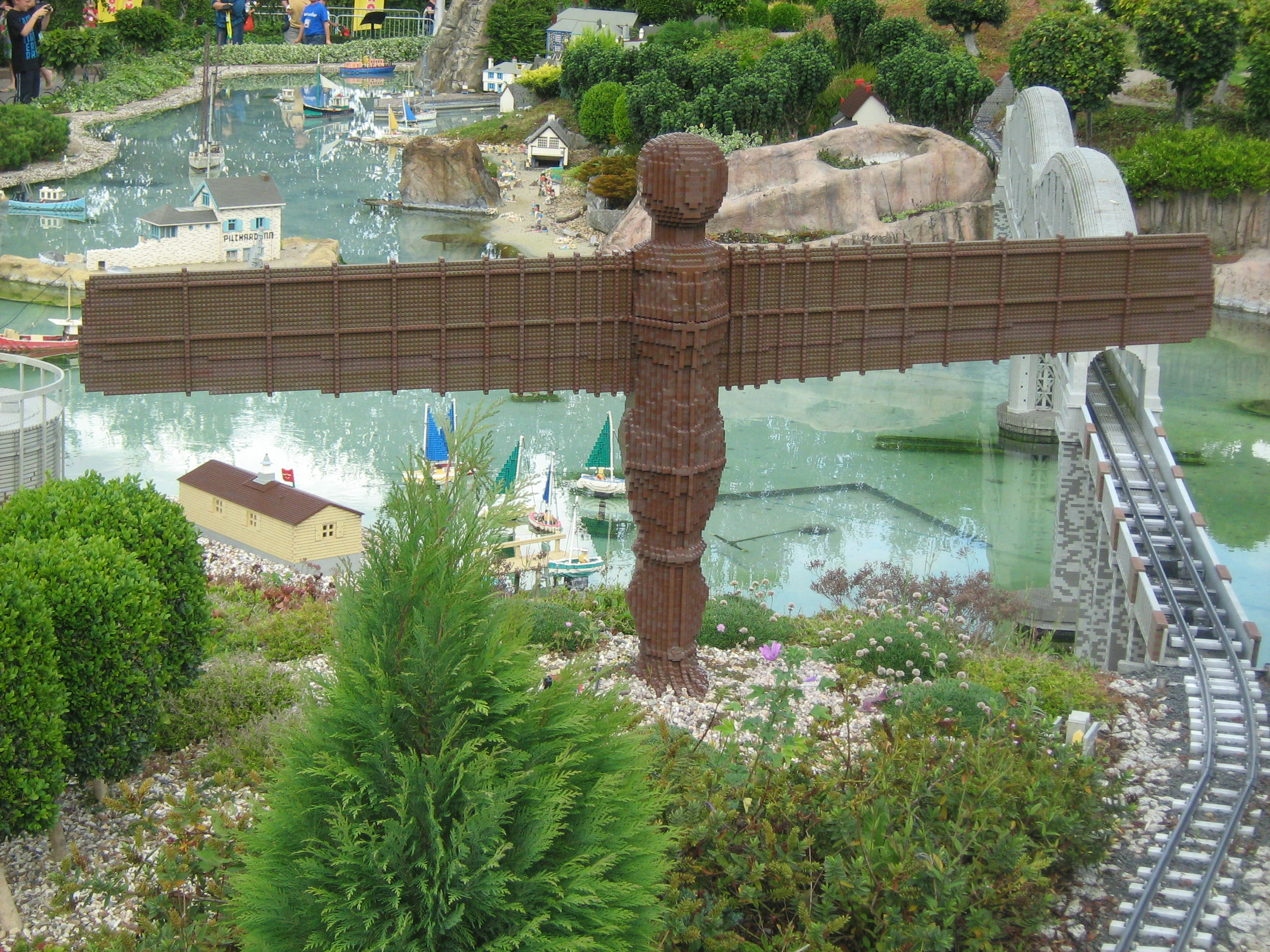
Лего модель Ангела Півночі в Мініленді
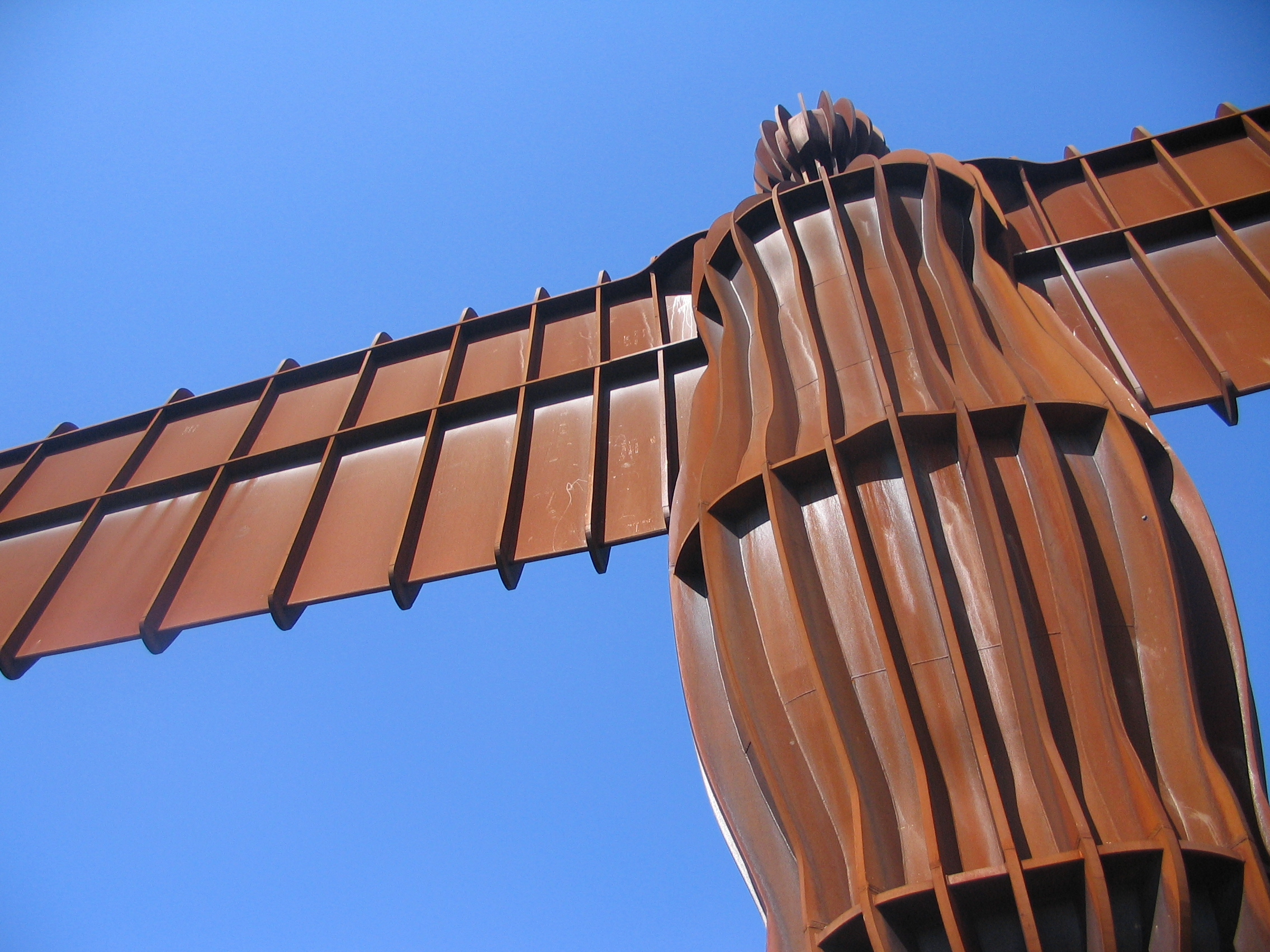
Ангел Півночі
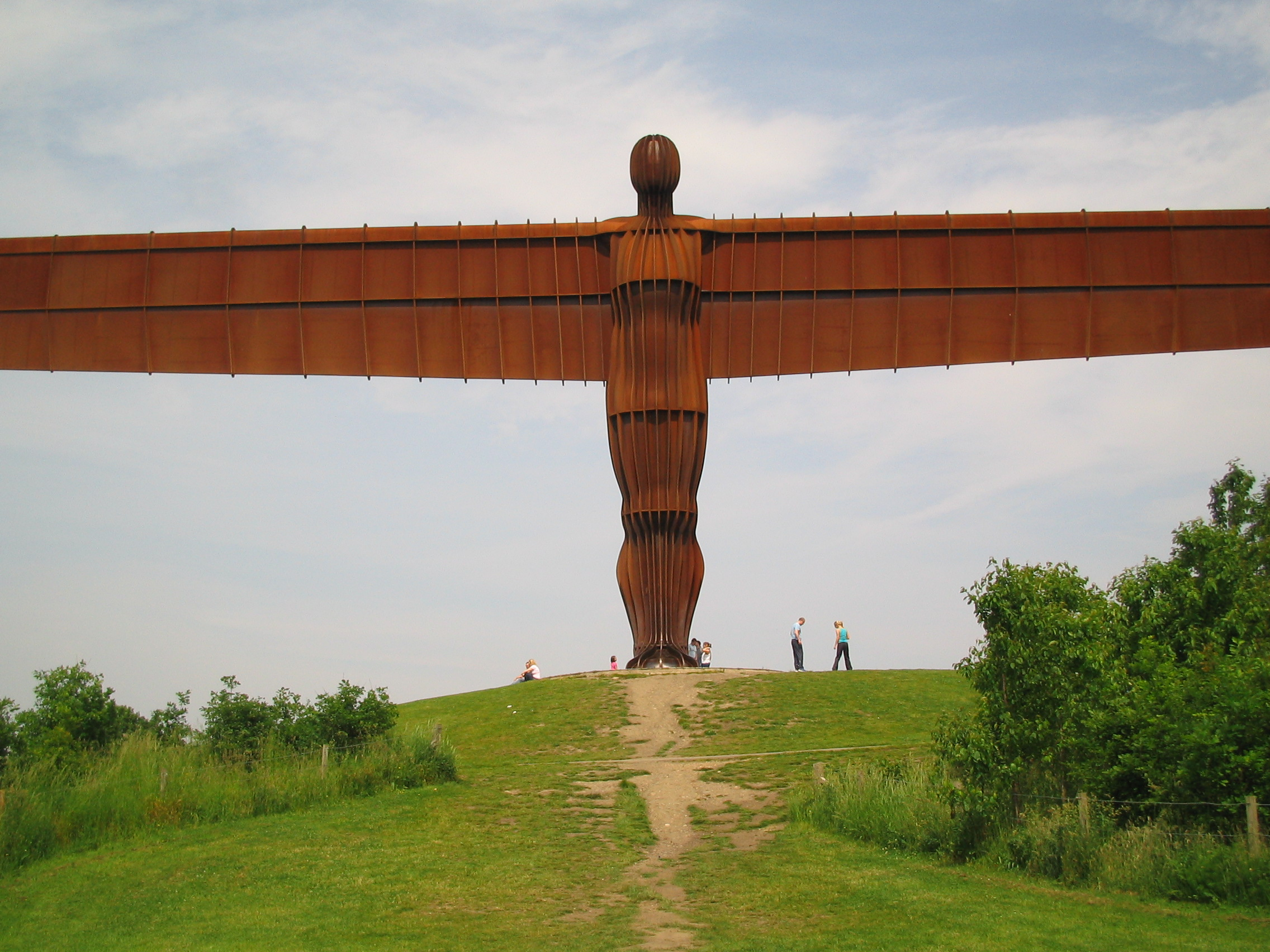
Анегел Півночі - вид спереду
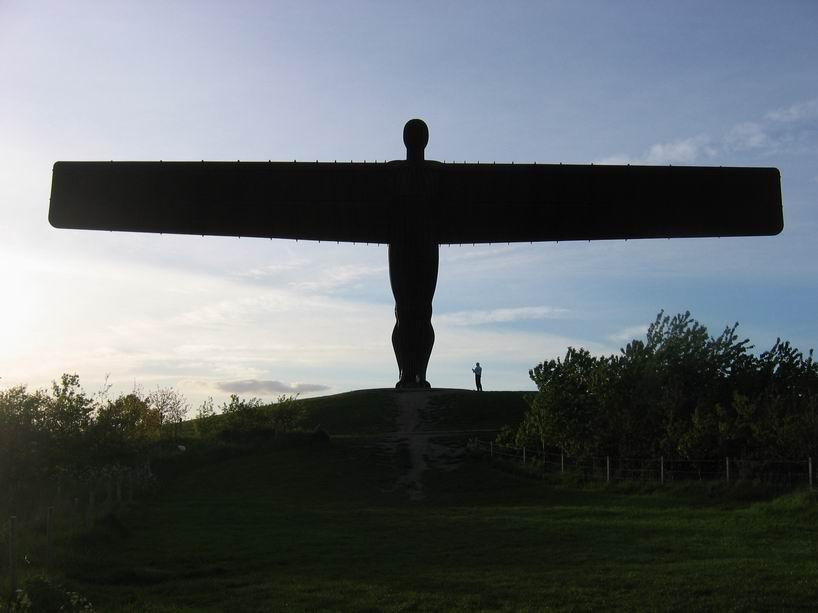
Ангел Півночі ввечері
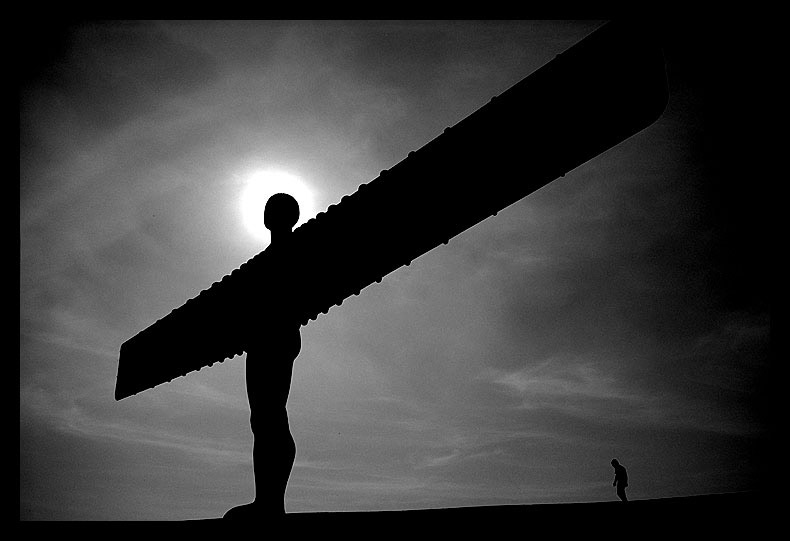
Художній знімок Ангела Півночі